# Călătani
Călătani – wieś w Rumunii, w okręgu Bihor, w gminie Tileagd. W 2011 roku liczyła 193 mieszkańców.